# Sacramentskerk (Gouda)
De Sacramentskerk is een Nederlandse kerk in de Goudse wijk Korte Akkeren. De eerste steen werd op 9 september 1931 gelegd door pastoor Eduard de Graaf. Naast de kerk, werd ook een klooster gebouwd. Beide gebouwen waren in juni 1932 voltooid. De broeders behoorden tot de orde der Franciscanen. In 2005 werd de kerk verkocht aan woningcorporatie Mozaïek Wonen. Na een grote verbouwing kreeg de kerk een nieuwe bestemming als gezondheidscentrum.

## Sacramentskerk
Na de goedkeuring door de bisschop van Haarlem van het ontwerp van de kerk en het klooster door de katholieke architect is J.P. Dessing werd aan de parochianen een wekelijkse bijdrage gevraagd voor de bouw van de kerk. Op 5 juni 1931 kreeg de Goudse aannemer A. M. de Korte de opdracht tot de bouw van de kerk en het naastgelegen klooster. Er gingen 513 heipalen de grond in. De bouwkosten van de kerk werden geschat op 105.000,- gulden en die van het klooster op 36.000,- gulden. Het gebouw heeft een symmetrische vorm in de stijl van het traditionalisme, ook wel Delftse School genoemd. Kenmerken zijn het gebruik van baksteen, natuurstenen decoraties, schuine pannendaken en traditionele raamopeningen. Binnen waren er 600 zitplaatsen, pilaren heeft deze kerk niet, daarom was er van alle kanten goed zicht op het altaar. De vensters hebben kathedraalglas, boven de ingang is een rozet met gekleurd glas. Het orgel was van de firma Pels uit Alkmaar. (Het orgel verhuisde in 2005 naar de Heilige Josephkerk aan het Aalberseplein in Gouda). Het marmeren altaar met tegeltableaus is van de firma Mengelberg uit Utrecht. Pastoor E. de Graaf legt op 9 september 1931 de eerste steen. Op 3 juli 1932 werd de kerk ingewijd door de bisschop van Haarlem, monseigneur J.D.J. Aengenent. De leiding van de kerk viel onder de Sint Jozefkerk (Gouwekerk) aan de Hoge Gouwe. In 1940 werd de Sacramentskerk zelfstandig en een echte parochiekerk. Door het verkrijgen van schenkingen en giften kon het kerkgebouw worden verfraaid en werden ramen, communiebank en preekstoel vervangen. In 1985 was er behoefte aan een ruimte voor kerkelijke activiteiten. Door een dalend aantal kerkbezoekers, was het mogelijk om een aantal kerkbanken te verwijderen en de vrijgekomen ruimte te benutten voor de nieuwe functie. In 1988 begon de verbouwing. De architect was Gerard Rijnsdorp. Het was geen onherroepelijke ruimte, indien nodig, kon het gebouw weer de oorspronkelijk indeling verkrijgen. Door secularisering (ontkerkelijking) sloot de parochie rond 2005 en werd het gebouw verkocht aan woningcorporatie Mozaïek Wonen.

### Het Mengelbergaltaar
Het Mengelbergaltaar uit 1932 vervaardigd door de firma Mengelberg, architect van kerkinterieurs, werd in 2005 verwijderd uit de Sacramentskerk en in delen opgeslagen. In 2016 gaf het Bisdom Rotterdam de opdracht tot de herbouw van het altaar en plaatsing in de Eendrachtskapel in Rotterdam. Het altaar zal in december 2016 op haar nieuwe bestemming worden ingewijd. De Eendrachtskapel, de vroegere Sacramentskapel uit 1871 kent vele naamsveranderingen en is tegenwoordig ook bekend onder de namen Allerheiligst Sacramentkerk of H.H. Laurentius en Ignatiuskerk.

## Gezondheidscentrum Korte Akkeren
Het bestuur van de Sacramentskerk en bisschop van Luyn konden tot verkoop worden overgehaald toen duidelijk werd welke nieuwe bestemming het gebouw zou krijgen namelijk het verzorgen van de zieke mens. Het kerkbestuur vond het moeilijk om afstand te doen van hun religieus erfgoed en had in eerste instantie het gebouw willen afbreken. De wijk wilde de kerk, die heel beeldbepalend is, liever behouden en een nieuwe functie geven. (In de wijk was een tekort ontstaan aan eerste lijns gezondheidszorg.) Een kapelletje bleef behouden als gebedsruimte en ook een extra ruimte voor een eventuele avondwake. Verder zijn de tegeltableaus en de wijwaterbakken, de glas-in-loodramen, het orgelbalkon en enkele kerkbanken behouden en zijn er nog kruisjes op de deuren. Ook de bronzen klokken zijn nog aanwezig en worden regelmatig geluid. De toekomstige gebruikers richtten samen een stichting op en maakten hun wensen voor het gebouw kenbaar aan de architect. De architect Gerrit Bikker van Van Abken Schrauwen architecten uit IJsselstein was verantwoordelijk voor de verbouwing van de kerk. Eerst werd aan de buitenzijde groot onderhoud verricht. In het dak kwamen grote ramen, de entree voor het gezondheidscentrum verscheen aan de zijkant, zo werd het gebouw meer betrokken bij de buurt. De hoofdingang van de kerk werd behouden maar vond men vanwege de ligging niet geschikt als ingang voor het centrum. Binnen kwam een stalen raamwerk van drie verdiepingen waarin de verschillende behandelkamers en praktijkruimten werden gebouwd. Door vijftig vakmensen werd in 6 maanden tijd de verbouwing gerealiseerd. Op 9 februari 2008 werd de officiële opening van Gezondheidscentrum Korte Akkeren verricht door minister Ella Vogelaar. De gemeente Gouda heeft de Saramentskerk de status gegeven van Gemeentelijke monument.

## Galerij

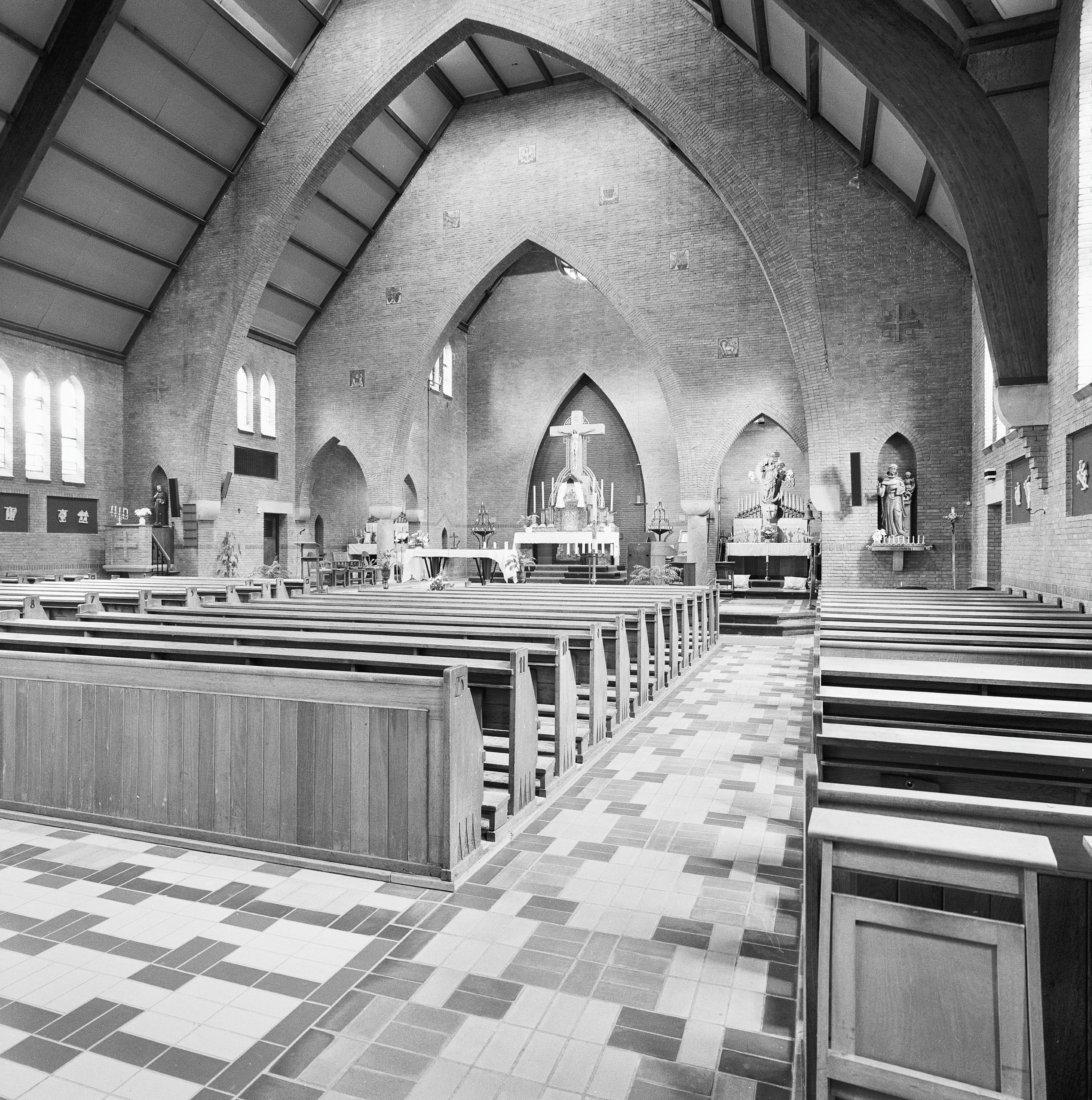
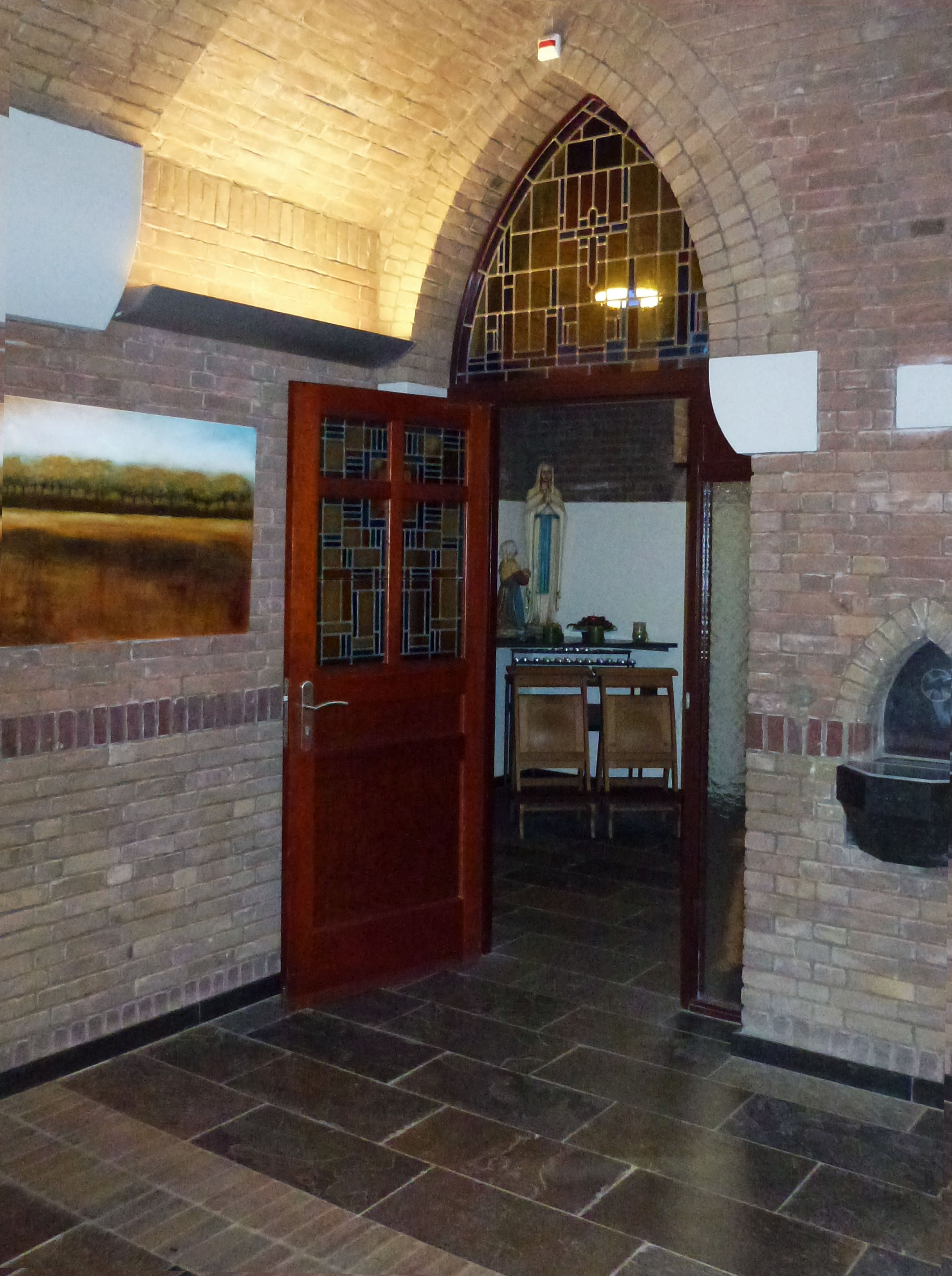
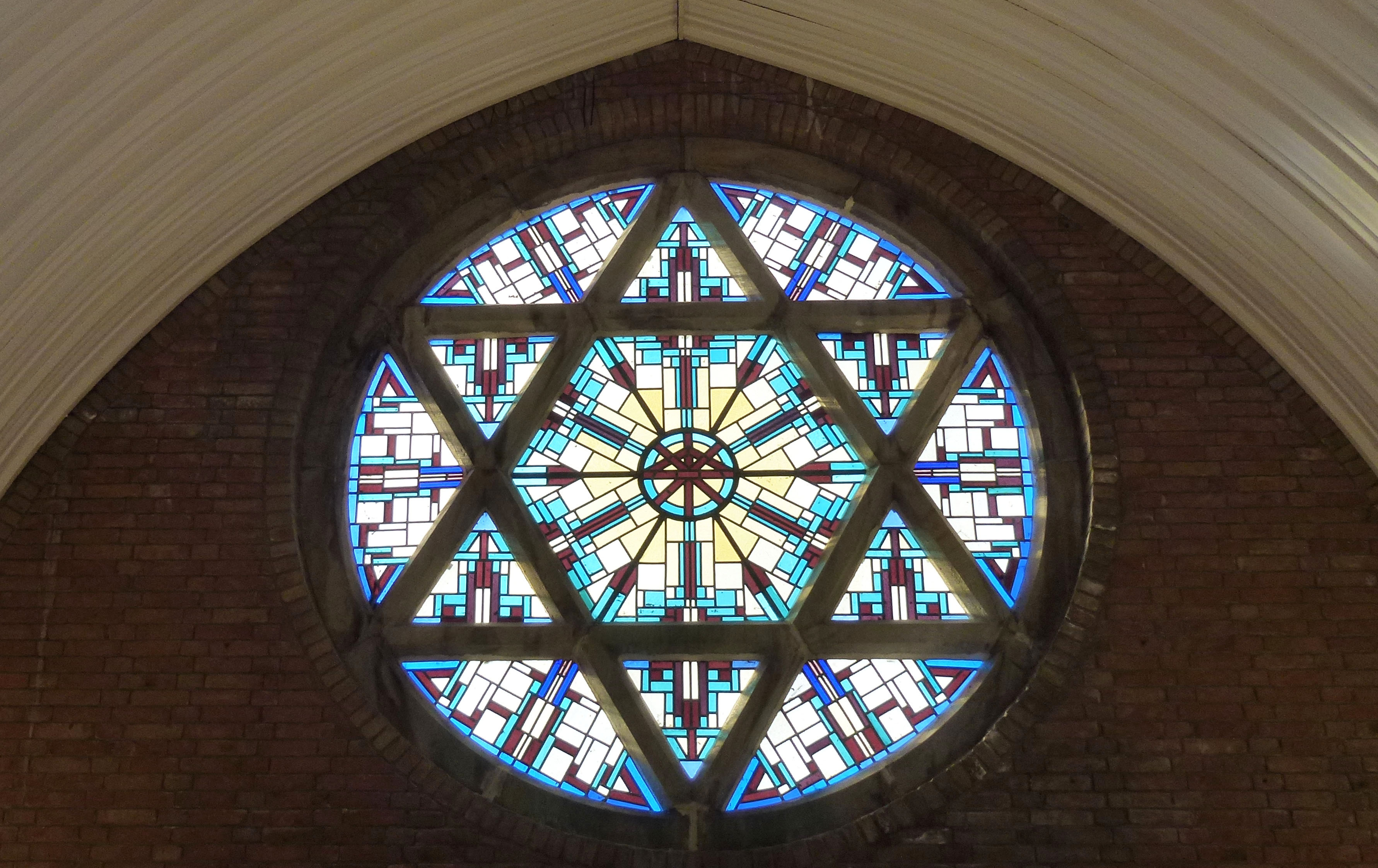
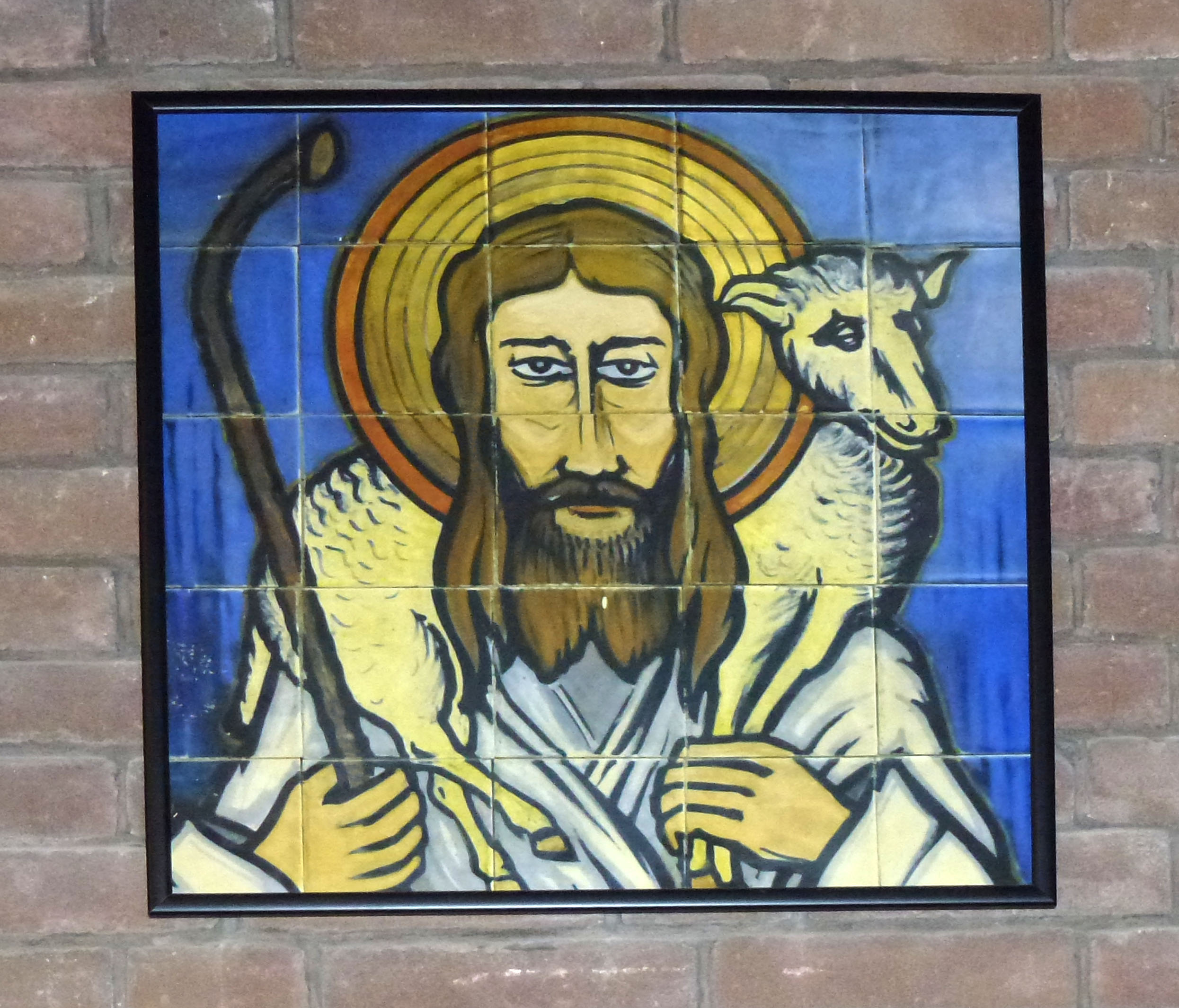